# 本野大輔
本野 大輔（もとの だいすけ、1981年8月24日 - ）は、読売テレビの社員。元アナウンサー。

## 来歴・人物
長崎県佐世保市出身。長崎県立佐世保南高等学校卒業。佐賀大学教育学部を中退。東京学芸大学教育学部初等教育教員養成課程（理科専修）卒業後、2005年読売テレビに入社（同期は五十嵐竜馬）。
2005年新人研修期間中、阪神甲子園球場で阪神の練習を取材中、頭部に桧山進次郎が放ったホームランボールが直撃。検査のため病院送りとなったことがある。
同局の『ズームイン!!SUPER』の関西メインキャスターを担当。当初はスポーツコーナーのみの出演だったが2009年9月メインキャスターに抜擢された。
野球やサッカー、ゴルフ、ボクシング、テニス、陸上など幅広く実況。
高校サッカー選手権では民放43社の代表としてアナウンスを担当。2014年日本高校選抜のヨーロッパ遠征に民放代表として帯同した。
2019年度、第98回全国高校サッカー選手権大会では民放アナウンサーで選ばれた一人だけが担当できる全国放送の準決勝、青森山田高校 VS 帝京長岡高校の中継を担当した。
小学校、中学校（理科）、高等学校（理科）の一種教員免許の保持者。
読売テレビが主催する『うわばきクック』の読み聞かせ授業で立ち上げに関わり中心的な活躍を見せる。
この活動は国内60以上の小学校で行われ、シンガポール、台湾、インドネシア、中国、マレーシア、フィリピンでも開催し、その全ての活動を主導した。
歯切れのいい喋り、爆発力のある実況は系列でも高く評価され2015年、日本テレビ系列各局のアナウンサーに贈られる『第36回NNSアナウンス大賞』のテレビ部門優秀賞を、日本テレビ水卜麻美アナウンサーと同時受賞している。
2018年2月より公式インスタグラムが開設された。
2009年11月24日に奈良県在住の女性と入籍・結婚。長女と長男の二児の父。長男誕生の際、読売テレビの男性アナウンサーとして初めて育児休暇を取得。
2021年1月1日付で営業職にジョブローテーションで異動。
2020年度、第99回全国高校サッカー選手権大会では過去に例がない、二年連続で民間放送43社アナウンサーの最高峰である全国ネット準決勝を担当。
第1試合山梨学院対帝京長岡の中継がアナウンサーとして最後の仕事になった。
なお、この試合はコロナ禍で緊急事態宣言が発出されたことにより、選手権史上初の無観客試合となった。放送のオープニングで「高校サッカーに関わり、選手権開催に尽力された全ての方への感謝を胸にお送りします」とのコメントは話題となった。

## 過去の担当番組
- 朝生ワイド す・またん!「スポーツす・またん!」コーナー担当（2011年10月から不定期） - 2020年9月25日まで。
- ズームイン!!SUPER
- NNNニュースダッシュ
- 西田二郎の無添加ですよ!
- つながりファンタジー いつも!ガリゲル - 「47都道府県ありがとうの旅」
- *各種NNNニュース枠内ローカルパート（不定期）
- 情報ライブ ミヤネ屋
- プロ野球中継他スポーツ中継
  - 2011年10月30日放送の『大阪マラソン2011』（第1回大阪マラソンの生中継を組み込んだ特別番組）では、最終関門（38.0km地点）のリポートを担当した。
  - DAZNサッカー中継のうち、ytv Nextryが制作協力する試合の実況・リポーター
  - 全国高校サッカー選手権大会 - 第98回大会では準決勝「青森山田×帝京長岡」を全国放送の実況で担当。
  - 第99回大会の準決勝第1試合「山梨学院×帝京長岡」で営業職に異動のためアナウンサーの最後の仕事となった。
- キリンチャレンジカップ中継、対戦相手のリポーター（ただし、試合会場が長居の時に限る）
- アナウンサー向上委員会（2020年10月17日）